# Dariusz Starzycki
Dariusz Karol Starzycki (ur. 26 lutego 1973 w Chrzanowie) – polski polityk i urzędnik samorządowy, w latach 2008–2015 wiceprezydent Jaworzna, poseł na Sejm VIII kadencji, w latach 2018–2022 wicemarszałek województwa śląskiego.

## Życiorys
Ukończył historię na Uniwersytecie Śląskim. Odbył następnie studia podyplomowe z zakresu marketingu i zarządzania na Akademii Ekonomicznej w Katowicach, a także w Wyższej Szkole Bankowej w Poznaniu.
Pracował jako urzędnik samorządowy w Trzebini (1995–1999). W wyborach samorządowych w 1998 bezskutecznie ubiegał się o mandat radnego tego miasta z listy Akcji Wyborczej Solidarność. Od 1999 do 2002 był dyrektorem Wydziału Organizacyjnego i Spraw Obywatelskich w starostwie powiatu chrzanowskiego. Następnie przeniósł się do Jaworzna, zajmując kolejno stanowiska naczelnika Biura Prezydenta Miasta (do 2004), sekretarza miasta (do 2008) i zastępcy prezydenta Jaworzna (2008–2015). Wstąpił w międzyczasie do Prawa i Sprawiedliwości. Był z ramienia tej partii wybierany do rady miejskiej w 2010 i 2014, nie obejmując mandatu w związku z zakazem łączenia funkcji radnego i zastępcy prezydenta miasta.
W wyborach parlamentarnych w 2015 wystartował do Sejmu w okręgu sosnowieckim. Uzyskał mandat posła VIII kadencji, otrzymując 9039 głosów.
W listopadzie 2018 został wicemarszałkiem w zarządzie województwa śląskiego VI kadencji. Odwołany z tej funkcji 21 listopada 2022 na wniosek marszałka Jakuba Chełstowskiego, który w tymże dniu ogłosił odejście z PiS.
W latach 2022–2024 był wiceprezesem przedsiębiorstwa Tauron Serwis. W wyborach w 2023 ponownie był kandydatem PiS do Sejmu, zdobywając 9593 głosy i nie uzyskując mandatu. W 2024 został wybrany na radnego Sejmiku Województwa Śląskiego VII kadencji.

## Odznaczenia
W 2010 odznaczony Brązową Odznaką „Zasłużony dla Ochrony Przeciwpożarowej”.